# Aalstecher

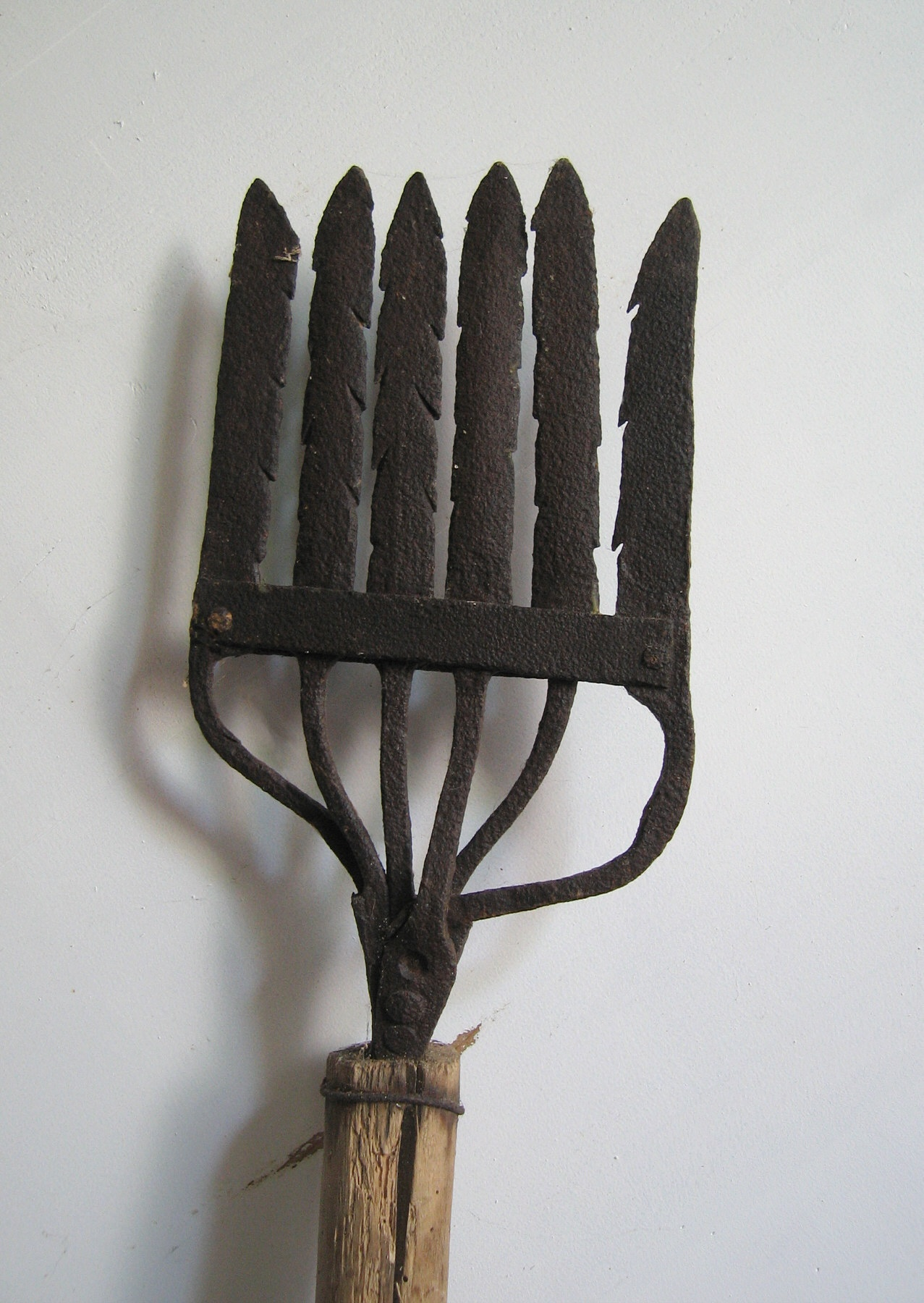
Aalstecher mit sechs Sägezahnblättern

Der Aalstecher ist ein auf dem Urtyp des Dreizacks basierendes Fischfangwerkzeug zum Aalfang. Andere Bezeichnungen sind Aaleisen, Aalgabel, Aalpricke, Aalschere, Aalstachel, veraltet auch Elger (urspr. aalger von ger, germanisch „Speer, Spieß“). Sonderformen sind die Aalharke oder der Aalrechen. Auch der dänischen Bezeichnung Lyster begegnet man im Deutschen.
Aale vergraben sich im Herbst oder Winter, aber auch wenn Bäche trockenfallen, im schlammigen Untergrund. Mit dem Aalstecher sticht man blind in den Untergrund, der Aal verfängt sich zwischen den – oft auch mit Widerhaken oder Sägezähnen versehenen – Blättern und kann herausgezogen werden. Der Einsatz von Aalstechern wurde in Deutschland in den 1950er Jahren verboten.